# Esbovikens kyrka
Esbovikens kyrka (finska: Espoonlahden kirkko) är en luthersk kyrka som färdigställdes år 1980 i stadsdelen Esboviken i Esbo i Finland. Byggnaden ritades av arkitektbyrån Timo och Tuomo Suomalainen. En utbyggnad gjordes år 1997. Kyrkan har 410 sittplatser, men genom att kombinera församlingssalen och kyrksalen ryms totalt 580 personer i byggnaden.
Byggnadsmaterialen består bland annat av betong, koppar och sten som brutits från klippan vid byggplatsen. Den inre ytan av salens ytterväggar är huvudsakligen murad med sten från stenbrottet, och delvis byggd av betongelement. Kyrkan är modern och vissa delar är inbyggda en meter in i klippan.
Kyrksalens grundplan är en polygon och dess orientering är vald så att altaret belyses av solen under gudstjänsten. Ovanför altaret i kyrksalens tak hänger en votivskepp. En omfattande renovering påbörjades 2016, där hela byggnaden sanerades. Arbetet slutfördes sommaren 2017, och även efter att byggnaden togs i bruk gjordes vissa justeringar och gårdsarbeten. Kyrkan återinvigdes den 3 december 2017.

## Byggandet och utvidgning
Esbovikens kyrka var den första permanenta lokalen för Esbovikens församling, som grundades 1975. Kyrkan var också den första byggnaden på denna tomt. När församlingen bildades hette den ursprungligen Stenvikens församling, men den bytte namn till Esbovikens församling den 1 januari 1979. Ingen arkitekttävling hölls för kyrkans design, utan uppdraget gavs direkt till arkitekterna Timo och Tuomo Suomalainen, som bodde i närheten och var medlemmar i församlingen. Planeringen färdigställdes 1976, byggandet började 1979, och kyrkan invigdes i slutet av november 1980.
De färdigställda fasadmaterialen består av betong och kopparplåtspaneler. Interiören innehåller även betong, koppar och rödaktig granit från byggplatsen, som syns i aulan och församlingssalen, samt i kyrksalens höga altarmur, vars nedre del består av stenblock från stenbrottet. Kyrkans volym är 14 582 m³ och dess yta 2 620 m². Kyrksalen har 410 sittplatser, men kan utökas med 270 m² genom öppningsbara väggpaneler mot församlingssalen.
Byggnadskomplexet består av två delar, förenade av en liten innergård och en lägre entréhall. Den höga sektionen, täckt av ett mångformigt koppartak, innehåller främst kyrksalen och dess sidoutrymmen. I den lägre kontorsflygeln fanns ursprungligen bland annat en vaktmästarbostad. När församlingen växte behövdes mer utrymme, och kontorsflygeln utökades med en andra våning 1997. Arkitekterna Timo och Ilari Suomalainen samarbetade vid utvidgningsplanerna, eftersom Tuomo Suomalainen hade avlidit 1988.

## Arkitektur
Esbovikens kyrka byggdes ursprungligen i en tät klippig tallskog. Kyrkan är placerad en bit in från Skeppargatan/Sjöfarargatan, med små bevarade skogsområden både framför och norr om byggnaden. Kyrkans design strävade efter närhet till naturen och en harmonisk samverkan mellan den byggda miljön och omgivningen.
Kyrkan har två ingångar och är lättillgänglig. Exteriört vänder den sin högsta, mest slutna vägg mot gatan. Både kyrksalen och aulan har inslag av grovhuggen stenmur, av samma rödaktiga klippa som omger kyrkan.
Byggnadens massiva, asymmetriska och mångformade struktur kan ses som en fästning eller en tillflyktsort i stormen. Ingången är låg och mörk, men när besökaren passerar genom entrémurens öppning och går in i kyrksalen, öppnar sig rummet och taket reser sig högt. Kyrksalen är nästan solfjädersformad och utformad för att undvika slutenhet och istället främja gemenskap.
Sittplatserna är arrangerade i en båge mot den ljusa och öppna altardelen, där även kyrkans orgel och körläktare finns. Området får mycket naturligt ljus genom taket och väggarnas fönster, som är placerade för att låta solens strålar svepa över väggen vid olika tider på dagen.
Kyrksalens tak består av kraftiga limträbalkar, varav de största är dolda i takkonstruktionen, men några är synliga och bidrar till en maritim känsla.
Essbovikens kyrka anses vara en viktig del av stadsmiljön, där dess koppartak höjer sig markant över de omgivande bostadshusen. Arkitekterna Suomalainen påverkade även områdets stadsbild i större utsträckning, då de ritade två ytterligare byggnader längs samma gata: köpcentret Ankkuri (1986) och daghemmet Merenkulkija (1989). Båda dessa byggnader har drag som påminner om kyrkan.

### Konstverk
I stället för en traditionell altartavla har Esbovikens kyrka en altarmur byggd av grova rödgranitblock. De ursprungliga textilierna för altaret, predikstolen och prästens dräkter designades av professor Oili Mäki.
Många av kyrkans konstverk är skapade av smeden Kauko Moisio. Hans smidesverk omfattar bland annat altarets blomstervaser och ljusstakar, dopfunten samt stora golvljusstakar. I aulan finns också hans votivljusstake, med plats för 60 ljus.
Kyrkan hade från början endast ett litet krucifix, kallat "Barmhärtighetens Kristus", tillverkat av Moisio i ädelstål. Kristusgestalten är avsiktligt vag för att betraktaren själv ska kunna tolka den. Krucifixet placerades vid altaret.
Till kyrkans 10-årsjubileum 1990 hängdes ett votivskepp, "Alma", upp ovanför altaret. Modellen föreställer en galeas som en gång seglade på Finska viken. År 1999 tillkom verket Mysterium Crucis, Spes Unica (Korsets mysterium, det enda hoppet), ett genomskinligt konstverk vävt av koppartråd av Irma Kukkasjärvi.

### Orgeln
Kyrkans orgel är placerad vid altaret, mittemot predikstolen. Installationen började våren 1982 och invigdes den 22 maj 1983. Orgeln byggdes av Urkurakentamo Veikko Virtanen och har 40 stämmor och totalt 2 942 pipor. Den högsta pipan är 600 cm lång. Orgeln genomgick en grundlig renovering 2013.

### Renovering
Kyrkans komplicerade takkonstruktion ledde till skador, särskilt på de långa limträbalkarna. När sprickor upptäcktes 2012 vidtogs säkerhetsåtgärder, men 2015 förvärrades problemen så mycket att byggnaden stängdes av säkerhetsskäl.
Under renoveringen 2016–2017 bevarades kyrkans ursprungliga arkitektur. Taket fick stålförstärkningar för att klara sin egen vikt, och interiören moderniserades. Tidigare vaktmästarbostaden omvandlades till en daghemslokal, och en ny församlingscafeteria inrättades. Kyrkan återinvigdes 3 december 2017.